# Agência de Fomento do Rio Grande do Norte
A Agência de Fomento do Rio Grande do Norte (AGN) é uma Instituição Financeira criada pela Lei Estadual nº 7.462 de 2 de março de 1999 e autorizada a funcionar pelo Banco Central do Brasil em 5 de abril de 2000. Constituída como uma empresa de economia mista de capital fechado em que o Governo do Estado do Rio Grande do Norte possui participação acionária majoritária, mas também possui sócios minoritários privados como Federações da Indústria, do Comércio e da Agricultura, mediante prerrogativas estabelecidas no Estatuto Social e em Acordo de Acionistas.
Antes da criação da AGN, foi elaborado um estudo em parceria com a Universidade Federal do Rio Grande do Norte e a Federação das Indústrias do RN para definir o projeto conceitual da agência.
O principal objetivo desta agência de fomento é contribuir para o desenvolvimento econômico e social do Estado do Rio Grande do Norte, fomentando as atividades por meio de programas de financiamento e de investimentos, gestão de fundos e da prestação de serviços financeiros.
Possui cerca de 100 colaboradores, entre servidores, estagiários e prestadores de serviços.
Ficou em primeiro lugar no ranking de efetividade e qualidade da Lei de Acesso à Informação de 2016 a 2020, conforme dados da Controladoria Geral do Estado do Rio Grande do Norte.